# Oskar Negt
Oskar Negt, född 1 augusti 1934 i dåvarande Kapkeim nära Königsberg, Ostpreussen, död 2 februari 2024 i Hannover, var en tysk socialfilosof och sociolog. Han var professor emeritus i sociologi vid Hannovers universitet. Negt är känd för sitt samarbete med regissören Alexander Kluge.

## Biografi
Oskar Negt studerade juridik och filosofi vid universiteten i Göttingen och Frankfurt am Main; vid det senare lärosätet var han en av Theodor Adornos elever. Negt avlade 1962 doktorsexamen vid Frankfurts universitet med avhandlingen Strukturbeziehungen zwischen den Gesellschaftslehren Comtes und Hegels och blev därefter assistent åt Jürgen Habermas.
År 1970 utnämndes Negt till professor i sociologi vid Hannovers universitet.